# Генри де Перси (рыцарь)
Генри де Перси (англ. William de Percy; ок. 1156 — ранее 29 сентября 1198) — английский аристократ и землевладелец, старший сын Жоселина де Лувена, кастеляна Арундела, и Агнес де Перси.

## Биография
Генри был старшим из четырёх сыновей Жоселина де Лувена, перебравшегося из Лувена в Англию к своей сестре Аделизе, 2-й жене короля Генриха I Боклерка, и Агнес де Перси, происходившей из англо-нормандского рода Перси, родоначальник которого после Нормандского завоевания получил владения в Йоркшире и Линкольншире. После смерти отца, Уильяма II де Перси, Агнес и её муж Жоселин смогли получить большую часть владений Перси: маноры в Йоркшире, Топклифф и Симер в Северном Йоркшире, а также ряд владений в Линкольншире и Хэмпшире. Кроме того, дети Жоселина и Агнес в итоге усвоили родовое прозвание матери — Перси.
После смерти отца в 1180 году Генри унаследовал отцовские владения в Питворте (Сассекс), а также ряд владений матери в Йоркшире. Он умер не позднее 1198 года и был похоронен в аббатстве Сен-Ло в Нормандии.
Генри около 1180 года женился на Изабелле де Брюс, дочери Адама II де Брюса, барона Скелтона, из ставшего позже королевским англо-шотландского рода Брюсов. Согласно акту, датированного периодом между 1190 и 1196 году, тесть передал в приданое за Изабеллой недвижимость.
В момент смерти Генри наследник был ещё мал, поэтому наследство Перси было узурпировано Ричардом де Перси, младшим братом Генри. Вдова же Генри, Изабелла, вышла замуж вторично.

## Брак и дети
Жена: с ок. 1180 Изабелла де Брюс (ок. 1168/1170 — после 1230), дочь Адама II де Брюса, барона Скелтона, и Иветы де Арчес. Дети:
- Уильям де Перси (ок. 1191/1193 — незадолго до 28 июля 1245), 6-й феодальный барон Перси из Топклифа с 1244
- Генри де Перси из Хейшота (ок. 1196/1198 — ?)

Вторым мужем Изабеллы стал Роджер Модит (ум. после 1198)

## Комментарии
1. ↑  Замок Топклиф оставался главной резиденцией Перси вплоть до покупки замка Алник.